# Emma (roman)
Emma este un roman scris de Jane Austen despre neînțelegerile romantice și despre mândria nemăsurată și supraaprecieriea în confruntarea tinerilor cu destinul. Acțiunea romanului se desfășoară în satul fictiv Highbury și în împrejurimi, Hartfiel, și mănăstirile Randalls și Donwell și prezintă relațiile dintre puținele familii. [2] Romanul a fost publicat pentru prima dată în decembrie 1815, deși pe prima pagină apare o dată a anului 1816. Ca și în celelalte romane ale sale, Jane Austen explorează grijile și dificultățile femeilor din era Regenței de la sfârșitul epocii Georgiene. „Emma” este o comedie de moravuri ce înfățișează probleme ale căsătoriei, sexului, vârstei și a statutului social.
Înainte să înceapă scrierea romanului, aceasta a scris „ Voi alege o eroină ce nu va plăcea tuturor, ci doar mie.” [3] În prima propoziție este introdus personajul principal astfel „Emma Woodhouse, frumoasă, deșteaptă și bogată, cu o casă comfortabilă și un caracter vesel … trăind aproape douăzeci și unul de ani în lume fără ca nimic să o tulbure sau să o supere.”. [4] Emma este răsfățată, încăpățânată și împăcată cu sine, ea își supraestimează calitățile de pețitoreasă, ignoră pericolul la care se expune atunci când se amestecă în viața altor oameni, iar de multe ori imaginația și percepțiile ei o fac să se rătăcească.
„Emma” a fost scris după ce autoarea s-a mutat în Chawton și publicat în timp ce aceasta trăia, pe când, „Persuasiune”, ultimul roman al acesteia, a fost publicat postmortem.
Acest roman a fost adaptat pentru numeroase filme, multe programe de televiziune și o mulțime de piese de teatru.

## Rezumat
Prietena și fosta guvernantă a Emmei Woodhouse, domnișoara Taylor s-a căsătorit cu domnul Watson. Emma își asumă căsătoria acestora deoarece ea a fost cea care i-a prezentat, astfel ea decide că îi place să fie pețitoreasă. După ce s-a întors acasă împreună cu tatăl ei la Hartfield, aceasta continuă cu noua sa pasiune ignorând sfatul cumnatului său, domnul Knightley. Ea încearcă să o potrivească pe noua ei prietenă Harriet Smith cu Dl. Eltone, vicarul (preot sau episcop care ține locul unui demnitar bisericesc de rang mai înnalt) local. Emma o convinge pe Harriet sa refuze o cerere în căsătorie de la Robin Martin, un respectabil, educat, și bine-văzut tânăr fermier, deși Harriet îl place. Dl. Elton un arivist, crede că Emma este îndrăgostită de el, deși nu e adevărat, și o cere în căsătorie. Când Emma îi dezvăluie ca ea crede ca el este atras de Harriet, el este revoltat, considerând-o pe aceasta din urmă inferioară din punct de vedere social. După ce Emma îl respinge, Dl. Elton se duce la Bath și se întoarce cu o soție pretențioasă, recent îmbogățită, așa cum dl Knightley se aștepta să o facă. Harriet are inima frântă și Emma se simte rușinată de faptul ca a indus-o in eroare pe aceasta. Frank Churchill, fiul domnului Weston, ajunge pentru o vizită de două săptămâni și își face mulți prieteni. Frank a fost adoptat de mătușa sa bogată și despotică, înainte având puține oportunități de a merge în vizită. Domnul Knightley îi spune Emmei că, deși Frank este inteligent și captivant, are un caracter superficial. Jane Fairfax ajunge, de asemenea, să-și viziteze mătușa, domnișoara Bates, și bunica, doamna Bates, pentru câteva luni, înainte de a începe o funcție de guvernantă din cauza situației financiare a familiei sale. Are aceeași vârstă ca Emma și a primit o educație excelentă de la prietenul tatălui ei, colonelul Campbell. Emma a rămas oarecum îndepărtată de ea pentru că invidiază talentul lui Jane și este enervată de toată lumea, inclusiv de doamna Weston și de domnul Knightley, care o laudă. Aroganta doamnă Elton o ia pe Jane sub aripa ei și îi anunță că îi va găsi postul ideal de guvernantă înainte ca aceasta să fie dorită. Emma simte o oarecare simpatie pentru situația dificilă a lui Jane. Emma decide că Jane și domnul Dixon, noul ginere al colonelului Campbell, se atrag reciproc și este motivul pentru care a ajuns mai devreme decât se aștepta. Ea îi mărturisește lui Frank, care i-a întâlnit pe Jane și pe Campbell într-un loc de vacanță cu un an mai devreme; se pare că acesta este de acord cu Emma. Suspiciunile sunt alimentate și mai mult atunci când un pian, trimis de un binefăcător anonim, ajunge pentru Jane. Emma se simte îndrăgostită de Frank, dar nu durează până la a doua sa vizită. Eltonii o tratează urât pe Harriet, culminând cu domnul Elton care o ignoră public pe Harriet la balul dat de familia Weston în mai. Domnul Knightley, care nu a mai dansat de mult, o invită galant pe Harriet la dans. La o zi după bal, Frank o aduce pe Harriet la Hartfield; ea leșină după o întâlnire dură cu țiganii din zonă. Emma înțelege greșit recunoștința lui Herriet pentru Frank, crezând că aceasta este îndrăgostită de el. între timp doamna Weston se întreabă dacă domnului Knightley îi place Jane, dar Emma respinge acest lucru. Când domnul Knightley mărturisește că a observat o conexiune între Jane și Frank, Emma îl contrazice, Frank pare să o curteze pe ea în schimb. Frank ajunge târziu la o adunare la Donwell în iunie, în timp ce Jane pleacă devreme. A doua zi la Box Hill, un loc pitoresc local, Frank și Emma se bâlbâie când Emma, în glumă, o insultă pe domnișoara Bates fără gând.

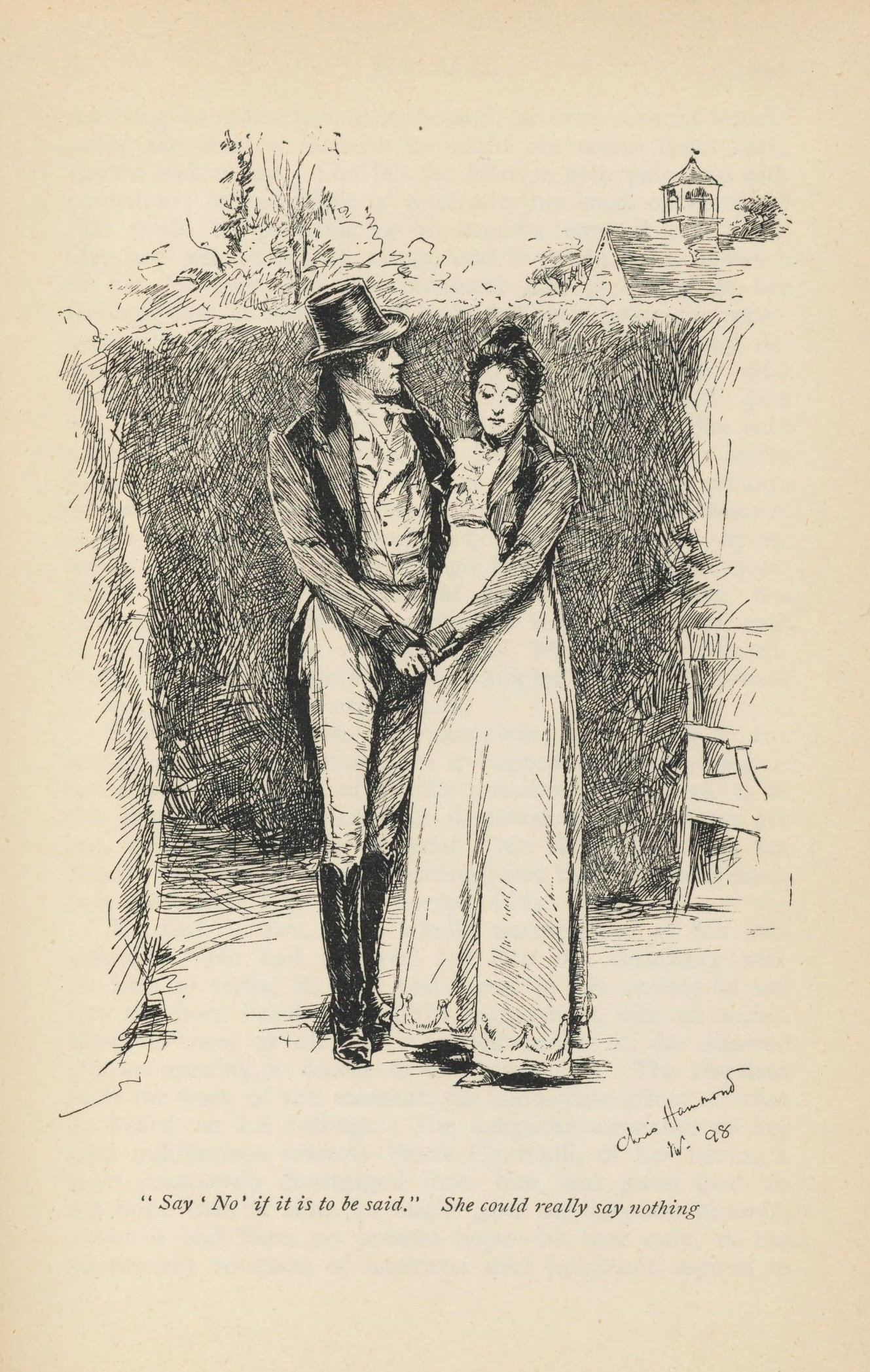
1898 ilustrație cu domnul Knightley și Emma Woodhouse, Volumul III capitolul XIII

Când domnul Knightley o ceartă pe Emma pentru că a insultat-o pe domnișoara Bates, aceasta se simte rușinată. A doua zi, Emma o vizitează pe domnișoara Bates pentru a-și ispăși comportamentul rău, impresionându-l pe domnul Knightley. În timpul vizitei, Emma află că Jane a acceptat o poziție de guvernantă de la unul dintre prietenii doamnei Elton. Jane se îmbolnăvește și refuză să o vadă pe Emma sau să-i accepte darurile. Între timp, Frank și-a vizitat mătușa, care moare la scurt timp după sosirea sa. Acum, el și Jane le dezvăluie Westonilor că s-au logodit în secret din toamnă, dar Frank știa că mătușa lui va dezaproba logodna. Menținerea secretului a tensionat-o pe conștiincioasa Jane și a determinat cuplul să se certe, iar Jane a pus capăt logodnei. Unchiul îndrăzneț al lui Frank își dă binecuvântarea pentru logodna celor doi. Logodna este făcută publică, lăsând-o pe Emma mâhnită să descopere că greșise atât de mult. Emma crede ca logodna lui Frank o v-a devasta pe Harriet, dar în schimb aceasta mărturisește că îl iubește pe domnul Knightley, deși crede că nu este potrivit, încurajările Emmei și bunătatea domnului Knightley îi dau speranță. Emma are o revelație și își dă seama că este îngrăgostită de domnul Knightley. Domnul Knightley se întoarce și o consolează pe Emma crezând că aceasta are inima frântă de la logodna lui Frank cu Jane. Când aceasta își asumă prostia, el o cere, iar ea acceptă. Harriet acceptă a doua propunere a lui Robin Martin și sunt primul cuplu care se căsătoresc. Jane și Emma se împacă, iar Frank și Jane vizitează Westonii. Odată ce perioada de doliu pentru mătușa lui Frank se încheie, se vor căsători. Înainte de sfârșitul lunii noiembrie, Emma și domnul Knightley sunt căsătoriți cu perspectiva „fericirii perfecte”.

## Personaje principale
Emma Woodhouse, protagonista povestirii, este o tânără frumoasă, plină de viață, inteligentă și răsfățată din mica moșerime. Ea are douăzeci de ani la începutul povestirii. Mama ei a murit când era tânără. Ea a fost stăpâna casei (Hartfield) de când sora ei s-a căsătorit. Deși inteligentă, îi lipsește exercițiul de a practica sau studia ceva în profunzime. Ea este descrisă ca fiind plină de compasiune față de săraci, dar în același timp are un statut înalt puternic.  Afecțiunea și răbdarea ei față de tatăl ei ipohondru sunt, de asemenea, de remarcat. Pe când ea este din multe puncte de vedere matură, Emma face niște greșeli majore, cel mai adesea din lipsa de experiență și din convingerea că ea are mereu dreptate. Deși a promis că nu se va căsători niciodată, se bucură să facă pe pețitoarea pentru alții.  oricum, realizează la sfârșitul romanului că îl iubește pe domnul Knightley.
George Knightley este vecinul și prietenul apropiat al Emmei, în vârstă de 37 de ani (cu 16 ani mai mare decât Emma). El este unicul ei critic. Domnul Knightley este proprietarul moșiei Donwell Abbey, care include terenuri și ferme. El este fratele mai mare al domnului John Knightley, soțul surorii mai mari a Emmei, Isabella. El este foarte grijuliu, conștient de sentimentele celorlalte personaje, iar comportamentul și felul său de judecată sunt extrem de bune. Domnul Knightley este furios pe Emma pentru că a convins-o pe Harriet să-l refuze pe domnul Martin, un fermier de pe domeniul Donwell; el o avertizează pe Emma împotriva îndemnării lui Harriet spre domnul Elton, știind că domnul Elton caută o mireasă cu bani. El este suspicios cu privire la Frank Churchill și intențiile sale; el suspectează că Frank are o înțelegere secretă cu Jane Fairfax.  
Frank Churchill, fiul domnului Weston din prima căsătorie, este un tânăr amiabil, care, la vârsta de 23 de ani, este plăcut de aproape toată lumea, deși domnul Knightley îl vede imatur și egoist pentru că nu și-a vizitat tatăl după căsătoria acestuia. După moartea mamei sale, el a fost crescut de rudele sale înstărite, familia Churchill, la moșia Enscombe. Unchiul său a fost fratele mamei sale. Prin consimțământul mătușii sale, acesta și-a asumat numele de Churchill în cea mai mare parte. Lui Frank îi este dat să danseze și să trăiască o viață fără griji, dar este logodit în secret cu domnișoara Fairfax la Weymouth, deși se teme că mătușa lui va interzice această relație, deoarece Jane nu este bogată. El manipulează și joacă pe degete celelalte personaje pentru a garanta că logodna lui cu Jane rămâne ascunsă.
Jane Fairfax, este orfana a cărei familii este formată din mătușa ei, domnișoara Bates și bunica, doamna Bates. Ea este o femeie frumoasă, inteligentă și elegantă, cu cele mai bune maniere. Ea este de aceeași vârstă cu Emma. Ea este foarte bine educată și talentată.... Ea este singura persoană pe care Emma o invidiază. Colonelul Campbell, un prieten din armată a tatălui lui Jane, s-a simțit responsabil pentru Jane și I-a oferit o bună educație, împărtășind casa și familia de când ea avea nouă ani. Ea are puțină avere, totuși îi este destinat să devină educatoare - o perspectivă dezagreabilă. Logodna secretă merge împotriva principiilor ei și o tulbură foarte mult.  
Harriet Smith, o tânără prietenă a Emmei, având doar șaptesprezece ani când povestea începe, este o fată frumoasă, dar nesofisticată. A fost pensionară de salon la o școală din apropiere, unde s-a întâlnit cu surorile domnului Martin. Emma o ia pe Harriet sub aripa ei, iar ea devine subiectul încercărilor de cuplare eșuate ale Emmei. Ea este dezvăluită în ultimul capitol ca fiind fiica naturală a unui negustor cumsecade, deși nu este un domn. Harriet și domnul Martin sunt căsătoriți. Acum, mai înțeleaptă, Emma aprobă relația dintre cei doi.  
Robert este un fermier bogat de 24 de ani, care deși nu este un domn, este un tânăr prietenos, amiabil și harnic, plăcut de domnul George Knightley. El devine îndrăgostit de Harriet în cele 2 luni petrecute la ferma Abby Mill, care a fost aranjată la invitația surorii sale, Elizabeth Martin, prietena de școală cu Harriet. Prima lui cerere în căsătorie, printr-o scrisoare, este respinsă de Harriet, aflată sub îndrumarea și influența Emmei, (un incident care îi pune pe domnul Knightley și pe Emma într-un dezacord unul cu celălalt). Emma se convinsese că clasa și educația lui Harriet erau mai presus de asocierea cu familia Martin, cu atât mai puțin a se căsători cu unul. A doua lui cerere în căsătorie este acceptată ulterior de o Harriet mulțumită și aprobată de o Emma mai înțeleaptă; unirea lor marchează unul dintre cele trei cupluri fericite care se căsătoresc în cele din urmă.  
Philip Elton este un tânăr vicar, arătos, inițial bine educat și ambițios, în vârstă de 27 de ani, necăsătorit, la începutul povestirii. Emma vrea ca el să se căsătorească cu Harriet; totuși, el aspiră să garanteze căsătoria acestuia cu Emma, pentru a câștiga averea ei de 30.000 de lire sterline. Domnul Elton își arată natura mercenară prin rapida căsătorie cu o altă femeie, după ce Emma îl respinge. 
Augusta Elton, anterior, domnișoara Hawkins, este soția domnului Elton. Ea are 10,000 de lire sterline, dar îi lipsesc bunele maniere, comitând vulgarități, precum utilizarea prea intimă a numelui oamenilor (ca „Jane”, în loc de „doamna Fairfax”; sau „Knightley”, în loc de „domnul Knightley”). Ea este o femeie lăudăroasă și pretențioasă, care se așteaptă cuvenită ca o nouă mireasă în sat. Emma este politicoasă cu ea, însă nu o place. Ea o susține pe Jane, ceea ce îi câștigă lui Jane simpatia celorlalți. Lipsa ei de grație, arată buna educație a celorlalte personaje, în special a domnișoarei Fairfax și a doamnei Weston, și arată diferența dintre rafinament și bani.  
Doamna Weston a fost educatoarea Emmei pentru șaisprezece ani ca domnișoara Anne Taylor și rămâne cea mai apropiată prietenă și confidentă după ce se căsătorește cu domnul Weston. Ea este o femeie sensibilă care o iubește pe Emma. Doamna Weston acționează ca o mamă surogat pentru   și ocazional, ca o voce a moderației și a rațiunii. Familia Weston și familia Woodhouse se vizitează aproape zilnic. Aproape de sfârșitul poveștii, se naște copilul familiei Weston, Anna.  
Domnul Weston este văduv și om de afaceri care locuiește în Highbury, căsătorit cu domnișoara Taylor la 40 de ani, după ce a cumpărat o casă numită Randalls. După prima sa căsătorie, el este tatăl lui Frank Weston Churchill, care a fost adoptat și crescut de răposata soție a fratelui său și actuala lui soție. El își vede fiul în Londra în fiecare an. S-a căsătorit cu prima sa soție, domnișoara Churchill, când a fost căpitan în miliție, trimis aproape de casa ei. Domnul Weston este un om însângerat și optimist, căruia îi place să socializeze, să-și facă prieteni rapid în afaceri și printre vecini. 
Domnișoara Bates este o celibatară vorbăreață și prietenoasă a cărei mamă, doamna Bates este prietenă a domnului Woodhouse. Nepoata ei este Jane Fairfax, fiică a răposatei sale surori. Ea a fost crescută în mai bune circumstanțe în zilele ei din tinerețe ca fiică a văcarului; acum, ea și mama ei închiriază camere în casa altuia din Highbury. Într-o zi, Emma o umilește într-o zi afară la țară, când face aluzie la prolixitatea ei obositoare.  
Domnul Henry Woodhouse, tatăl Emmei, este mereu îngrijorat de sănătatea sa, iar în măsura în care nu interferează cu ale sale, de sănătatea și confortul prietenului său. El este bolnăvicios, (asemănător unui ipohondru, dar mai probabil să fie cu adevărat bolnav). El presupune că multe lucruri sunt periculoase pentru sănătatea sa. Fiica lui, Emma, se înțelege foarte bine cu el, iar el își iubește ambele fiice. El deplânge faptul că „biata Isabella” și mai ales „biata domnișoară Taylor” s-au căsătorit și trăiesc departe de el. Este un tată și un bunic iubitor care nu s-a recăsători când soția sa a murit; în schimb, a adus-o pe domnișoara Taylor pentru a-și educa fiicele și pentru a deveni parte a familiei. Deoarece este generos și politicos, vecinii lui îl găzduiesc când pot. 
Isabella Knightley (născută Woodhouse) este sora mai mare a Emmei, cu 7 ani, și fiica lui Henry. Ea este căsătorită cu John Knightley. Ea locuiește în Londra cu soțul ei și cei cinci copii (Henry, „micul” John, Bella, „micuța” Emma, și George). Ea are o dispoziție similară cu tatăl ei, iar relația ei cu domnul Wingfield, (medicul ei și al familiei sale) reflectă cea a tatălui ei cu domnul Perry. 
John Knightley este soțul Isabellei și fratele mai mic a lui George, de 31 de ani (cu 10 ani mai mare decât Jane Fairfax și Emma). El este avocat de profesie. Ca și ceilalți crescuți pe domeniu, el este prieten cu Jane Fairfax. El se bucură foarte mult de compania familiei sale, inclusiv a fratelui și a socrilor săi, familia Woodhouse, însp nu este tipul de persoană sociabilă care să se bucure de cina în familie des. El este deschis cu Emma, cumnata sa, și apropiat de fratele său. 

## Personaje secundare
Domnul Perry, este farmacist în Highbury, care petrece o parte semnificativă din timp pentru a avea grijă de problemele de sănătate ale domnului Woodhouse. El și doamna Perry au mai mulți copii. El este, de asemenea, subiectul unei discuții între domnișoara Bates și Jane Fairfax, care este transmis într-o scrisoare către domnul Frank Churchill pe care i-a dezvăluit-o Emmei din greșeală. El este descris ca un  "...bărbat inteligent și manierat ale cărui vizite frecvente au fost pe placul vieții domnului Woodhouse.” 
Doamna Bates este văduva fostului vicar din Highbury, mama domnișoarei Bates și bunica lui Jane Fairfax. Ea este bătrână și surdă, dar o bună companie pentru domnul Woodhouse când Emma participă la activități fără el. 
Domnul și doamna Cole au fost rezidenți în Highbury, fiind acolo de câțiva ani, însă au beneficiat recent de o creștere semnificativă a veniturilor lor, permițându-le astfel să își mărească casa, numărul de servitori și alte cheltuieli. În ciuda ”originii scăzute” în comerț, veniturile și stilul lor de viață i-au plasat ca fiind a doua cea mai importantă familie din Highbury, cea mai veche fiind familia Woodhouse la Hartfield. Ei găzduiesc o petrecere care este un element semnificativ al intrigii.  
Doamna Churchill a fost soția fratelui primei soții a domnului Weston. Ea și soțul ei, domnul Churchill, locuiesc la Enscombe și l-au crescut pe fiul domnului Weston, pe domnul Frank Churchill. Cu toate că niciodată nu s-au văzut în mod direct, ea solicită timpul și afecțiunea lui Frank Churchill, care îl împiedică să își viziteze tatăl. Dezaprobarea ei este motivul pentru care logodna dintre Frank Churchill și Jane Fairfax este ținută secretă. Moartea ei oferă ocazia dezvăluirii secretului. 
Colonelul și doamna Campbell erau prieteni cu răposatul tată a lui Jane Fairfax. După o perioadă de timp în care Jane a fost oaspectele lor pentru vizite îndelungate, ei s-au oferit să preia educația ei în pregătirea pentru a putea servi ca învățătoare când va crește. Ei i-au oferit toate cele necesare, cu excepția adopției, însă erau foarte iubiți de ea. 
Doamna Goddard este stăpâna unui internat pentru fete în care Harriet Smith este una dintre studente. Ea este de asemenea o bună companie pentru domnul Woodhouse împreună cu doamna Bates.  
Domnul William Larkins este un angajat pe Donwell Abbey, moșia domnului Knightely. El vizitează des familia Bateses, aducându-le cadouri, precum mere, de la domnul Knightley.  

## Istoria publicării

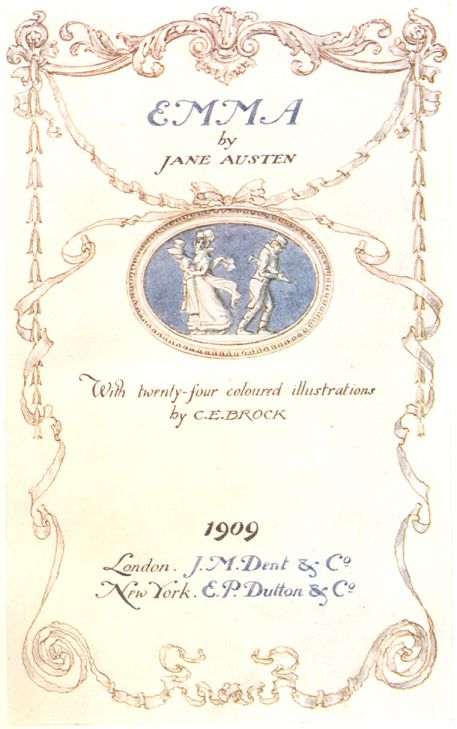
Pagina de titlu a edițiiei din 1909 a romanului Emma.

Romanul „Emma” de Jane Austen a fost scris înaintea romanului „Mândrie și prejudecată” și a fost trimis editorului londonez John Murray II, în toamna anului 1815. Acesta din urmă i-a oferit scriitoarei 450 de lire sterline pentru drepturile de autor din „Masfield Park” și din romanul „Rațiune și simțăminte”, lucru pe care ea l-a refuzat. În schimb, ea a publicat 2000 de exemplare ale romanului, păstrându-și așadar drepturile de autor, dar plătind 10% din comision editorului londonez. Publicația din 1815 (datată în 1816) a constat într-un set de 3 volume și a costat 1.1 lire sterline pentru fiecare set. 
Înainte de a fi publicate, romanele lui Jane Austen au ajuns în atenția prințului Regent, al cărui bibliotecar de la conacul Carlton, un domn pe nume Clarke, l-a oferit un tur înn jurul bibliotecii prințului, iar acesta, drept răsplată, l-a dedicat prințului Regent o parte din viitoarea ei publicație. Acest lucru a făcut ca romanul „Emma” să-i fie dedicat prințului într-un fel sau altul, iar o copie a acestui roman a fost trimisă, în decembrie 1815, la conacul Carlton.
În America, acest roman a fost vândut cu 4 dolari în anul 1818, iar în 1816 a fost vândut în Filadelfia. Numărul de exemplare aale acestei ediții nu este cunoscut. În 1833 și în 1838, o altă ediție americanî a fost publicată de către Carey, Lea și Banchard. De asemenea, au fost publicate și două versiuni în limba franceză: prima în 1816 de către Bertrand, editor pentru Isabelle de Montelieu și a doua un an mai târziu, de editorul vienez Schrambl.
În anul 1833, Richard Bentley a reeditat romanul „Emma”, la fel și celelalte romane ale lui Jane Austen, cu excepția paginii dedicate prințului Regent. Până la publicarea finală și definitivă a editiei „Steventon”, romanul a suferit multe reeditări. Romanul a continuat să fie publicat în secolul al XIX-lea, dar și în secolele XX și XXI. În secolul al XIX-lea, romanul a mai fost tradus și ăn suedeză și germană, iar un secol mai târziu, alte 15 traduceri și-au făcut apariția, printre care și arabă, chineză, daneză, olandeză, germană și italiană.

## Recenzii
Înainte ca romanul să fie publicat, William Gifford, fost editor al „Revistei trimestriale” a spus despre roman următoarele: „Despre Emma nu am nimic rău de spus. Am fost sigur de scriitor înainte de a menționa. Deși este scrisă deja, are unele omisiuni mici, iar o expresie poate suferi modificări din când în când, astfel îmi va fi ușor să fac o revizuire”. Cele mai multe recenzii ale acestui roman au fost favorabile și mai numeroase decât ale oricărui alt roman al scriitoarei. O altă revizuire importantă, solicitată de însuși John Murray, a apărut ca fiind anonimă. El a spus:
•	„Autoarea este deja cunoscută publicului datorită celorlalte două romane care au atras o atenție mai mare a publicului, în comparație cu cele acordate producțiilor efemere. Aceste romane aparțin clesei de ficțiuni apărută în vremurile noastre și care atrage personaje și întâmplări din viața obișnuită. Romanul în discuție nu are așa multă poveste ca celelalte romane. Cunoștințele pe care le are autoarea vizavi de lume, dar și simțul neobișnuit cu care prezintă personajele, îi oferă cititorului posibilitatea de-a nu le confunda, lucru care ne amintește de meritele școlii de pictură. Subiectele nu sunt deseori elegante și cu siguranță niciodată mărețe, dar sunt finalizate până la capăt și au o precizie care încântă cititorul.
În anul 1816 au apărut alte 2 recenzii, una în martie, numită „Campionul” și cealaltă în septembrie, numită „Revista domnului”. Alții precum Thomas Moore, poet, cântăreț și animator irlandez, i-a scris în anul 1816 poetului englez, Samuel Rogers, următoarele:
•	„Lasă-mă să te rog să citești romanul- este perfecțiunea romanelor-nu o pot lăuda mai mult decât spunând că este extrem de asemănătoare metodelor tale de descriere a lucrurilor- un efect atât de mare cu un efort atât de mic”.
Tot în anul 1816, scoțianul Susan Edmonstone Ferrier l-a scris unui prieten următoarele:
•	„Am citit romanul Emma, care este excelent; nu este nicio poveste, iar eroina nu este mai bună decât alte personaje, dar personajele sunt atât de adevărate și bine conturate, încât nu necesită mister și aventură”
De asemenea, există și multe recenzii cu privire la lipsa poveștii din roman. John Murray a remarcat că îi lipsesc „întâmplările neașteptate și romantismul”. Maria Edgewoth, autoare la „Belinda”, a scris:
•	„Nu există nicio poveste aici, cu excepția bărbatului pe care domnișoara Emma l-a conceput pentru iubitul lui Harriet și despre care a aflat că era admiratorul ei și, de asemenea, convingerile tatălui Emmei”.
Austen a adunat, de-a lungul timpului, comentarii de la prieteni și familie vizavi de romanul său „Emma”. Scriind câțiva ani mai târziu, John Hnery Newman a văzut într-o scrisoare următoarele rânduri:
•	„Tot ce scrie domnișoara Austen este ingenios, dar eu doresc ceva. Povestea nu are o structură. Acțiunea este distrusă de lucruri mici. Există multe lucruri frumoase aici. Emma însăși este cea mai interesantă pentru mine, mai interesantă decât oricare altă eroină. Mă simt bine doar când mă gândesc la ea”.
Ultimii comentatori ai romanului sunt: Charlotte Bronte, George Henry Lewes, Juliet Pollock, Anne Ritchie, Hnery James, Reginald Ferrer, Virginia Woolf și E.M.Forster. Thomas Babington Macauley, un alt comentator, a asemănat operele lui Austen cu operele lui Shakespeare. Margaret Oliphant a declarat că preferă romanul „Emma” în locul celorlalte romane ale scriitoarei, dar și că este romanul „minții ei mature”. Chiar dacă romanul „Mândrie și Prejudecată” este cel mai popular, criticul Robert Mc Crum consideră că romanul „Emma este capodopera ei, amestecând strălucirea cărților ei cu sensibilitatea ei”. John Murray a scris că romanul „Emma” este unul revoluționar deoarece „a îndoit narațiunea prin lentila distorsionată a minții protagonistului său”.

## Teme

### Highbury ca personaj
Criticul britanic Robert Irvine a scris că, spre deosebire de romanele anterioare ale lui Austen, orașul Highbury din Surrey apare ca un personaj în sine. [32] Irvine a scris că: „În Emma, găsim ceva mult mai aproape de o voce cu adevărat comunitară, un punct de vedere în lucru în narațiune care nu poate fi redus la subiectivitatea vreunui personaj. Acest punct de vedere apare atât ca ceva perceput de Emma, o perspectivă externă asupra evenimentelor și personajelor pe care cititorul le întâlnește ca și când Emma o recunoaște; și ca un discurs independent care apare în text alături de discursul naratorului și al personajelor ". [32] Irvine a folosit ca exemplu următorul pasaj: „Fermecătoarea Augusta Hawkins, pe lângă toate avantajele obișnuite ale frumuseții și meritelor desăvârșite, era în posesia a câte mii câte ar fi numite întotdeauna zece; un punct de oarecare demnitate, de asemenea ca o oarecare comoditate: povestea a spus bine; nu se aruncase - câștigase o femeie de 10.000 de lire sterline sau mai puțin; și câștigase cu o încântare rapidă - prima oră de introducere pe care o urmase atât de curând după o notă distinctivă ; istoria pe care a trebuit să o ofere doamnei Cole despre ascensiunea și progresul afacerii a fost atât de glorioasă ". [33] Irvine subliniază că adjectivul „fermecător” apare naratorului vorbind, dar observă că propoziția continuă să asocieze „perfect” cu „obișnuit”, despre care a subliniat că este o incongruență. [34] Irvine a sugerat că următoarea propoziție „s-ar numi întotdeauna zece” este, de fapt, vocea comunității din Highbury, care vrea ca logodnica domnului Elton să fie „perfectă”, pe care naratorul o numește sarcastic „obișnuitul” tip de bârfe comunitare. este despre o nouă sosire în Highbury, despre care toată lumea crede că este „fermecătoare”. [34] Întrucât personajul doamnei Elton este de fapt departe de a fi „fermecător”, utilizarea termenului „fermecător” pentru a o descrie este fie bârfa lui Highbury și / fie naratorul fiind sarcastic. [34] 
La fel, criticul australian John Wiltshire a menționat una dintre realizările lui Austen și anume de a „oferi profunzime” „lumii din Highbury”. [35] Wiltshire a menționat că Austen a plasat populația din Highbury ca 352 de oameni și a scris, deși în mod clar majoritatea acestor persoane nu apar, în cel mai bun caz, ca personaje sau ca personaje minore, că Austen a creat impresia lui Highbury ca o „comunitate socială”. [35 ] Wiltshire l-a folosit ca exemplu pe domnul Perry, medicul orașului care este menționat frecvent în bârfele orașului, dar nu apare niciodată în carte, având un „fel de familiaritate prin împuternicire”. [35] Wiltshire a remarcat, de asemenea, că scena în care Emma și Harriet vizitează o căsuță săracă la periferia orașului Highbury și, în timpul plimbării lor, reiese clar din remarcile Emmei că această parte a Highbury nu este Highbury-ul ei. [35] 
Personajul Frank este un membru al „comunității discursive” din Highbury cu mult înainte de a apărea efectiv acolo, așa cum tatăl său le spune tuturor din Highbury despre el. [34] Emma își formulează opinia față de Frank pe baza a ceea ce aude despre el în Highbury înainte de a-l întâlni. [36] Irvine a scris că utilizarea lui Austen a trei voci diferite în Emma - vocea lui Highbury, vocea naratorului și vocea Emmei, poate uneori să o facă foarte confuză pentru cititor cu privire la cine vorbește de fapt. [36] Cu toate acestea, Irvine a scris că se acceptă faptul că vocea lui Highbury vorbește adesea, atunci o mare parte din carte are sens, deoarece Emma crede că are o putere pe care nu o are, pentru a-l face pe Frank să iubească sau nu prin interesul sau indiferența ei este explicat ca rezultatul bârfelor din Highbury, care îi atribuie Emmei această putere. [36] 
Acesta este cazul Emmei deoarece aceasta se naște în elita din Highbury, care este descrisă ca o lume dominată de femei. [37] Irvine a scris că Elizabeth Bennet din Mândrie și Prejudecată și Fanny Price din Parcul Mansfield se bucură de autoritatea morală de a fi femei bune, dar trebuie să se căsătorească cu un bărbat înstărit pentru a avea influența socială necesară pentru a utiliza pe deplin această autoritate morală, în timp ce Emma se naște cu acest lucru: autoritate. [37] Emma însăși recunoaște acest lucru atunci când îi spune lui Harriet că posedă: „niciunul din motivele obișnuite de a se căsători ... Nu vreau noroc; nu vreau angajare; nu vreau consecință”. [37] Cu toate acestea, puterea politică încă se află în rândul oamenilor din societatea patriarhală a Regenței Angliei, deoarece cartea menționează că domnul Knightley nu este doar membru al nobilimii, ci servește și ca magistrat din Highbury. [37] Emma se confruntă cu Knightley la începutul romanului asupra „distincțiilor de rang” atât de importante, și anume aparține Harriet Smith cu clasa yeoman împreună cu Robert Martin sau clasa gentry din care fac parte Emma și Knightley. [38 ] Knightley își declară respectul atât pentru Smith, cât și pentru Martin, dar susține că, ca parte a clasei de bărbați, niciuna dintre acestea nu aparține nobilimii, în timp ce Emma insistă să includă cel mai bun prieten / protejat al acesteia cu nobilimea. [39] În Perioada Regenței din Anglia și Emma, termenul de prietenie descrie o relație de putere în care o parte superioară poate face favoruri partidului inferior, în timp ce termenul „pretinde intimitate” este o relație egală. [39] Doamna Elton are o „prietenie” cu Jane Fairfax în timp ce „pretinde intimitate” cu domnul Knightley. [40] Utilizarea acestor termeni „prietenie” și „intimitate a revendicării” se referă la întrebarea cine aparține elitei locale. [41] Nici Emma, nici domnul Knightley nu pun la îndoială dreptul elitei de a domina societatea, ci mai degrabă lupta lor pentru putere se referă la cine aparține elitei și cine are autoritatea de a lua decizia cu privire la cine să includă și pe cine să excludă, ceea ce arată că într-un anumit sens că Emma este la fel de puternică social ca și domnul Knightley.[42] O complicație suplimentară a acestei lupte de putere este sosirea doamnei Elton, care încearcă să o ridice pe Jane Fairfax în elită. [42] Aceasta este o luptă crudă, deoarece Jane nu este suficient de bogată pentru a aparține în mod corespunzător elitei, iar doamna Elton îi arată Janei o lume căreia nu îi poate aparține niciodată, indiferent de câte petreceri și baluri ar participa. [42] În plus față de supărarea sa față de relația doamnei Elton cu Jane, Emma o găsește pe doamna Elton un „parvenit”, „sub-crescut” și „vulgar”, care adaugă venin disputelor dintre cele două femei. [43] Doamna Elton este doar o primă generație, deoarece tatăl ei a cumpărat terenul pe care a crescut-o cu bani pe care i-a strâns în comerț. Snobismul ei este, prin urmare, cel al unui nou bogat, cu disperare nesigură a statutului ei. [43] Când doamna Elton s-a lăudat că familia ei deținea moșia lor de câțiva ani, Emma răspunde că o adevărată familie de nobilimi englezi ar conta proprietatea asupra moșiei lor în generații, nu în ani. [43] 
Dintre cei doi rivali ai Emmei pentru autoritatea socială, unul împarte o clasă comună, iar celălalt un sex comun [43]. Căsătoria Emmei cu domnul Knightley își consolidează autoritatea socială legându-se de bărbatul dominant din Highbury și îndepărtând afirmațiile doamnei Elton [43]. Irvine a scris: „În această privință, și spre deosebire de cele două romane anterioare ale lui Austen, Emma lucrează pentru a legitima puterea nobiliară stabilită, în opoziție cu o autoritate feminină autonomă asupra reglementării relațiilor sociale și nu prin justificarea unei astfel de autorități autonome”. [43] Cu toate acestea, după cum spune romanul, o astfel de lectură este contracarată de felul în care Emma începe să ia în excluse anterior în tărâmul elitei, cum ar fi vizitarea sărmanei domnișoarei Bates și a mamei sale și a celor din familia Cole, al căror patriarh este un meseriaș. [43] La fel, Jane Fairfax, care este prea săracă pentru a trăi din averea ei și trebuie să lucreze pentru totdeauna ca guvernantă, fapt ce o exclude din elita socială feminină din Highbury, se căsătorește bine la urma urmei, ceea ce o face să fie povestea unei adevărate femei care merită să triumfe în ciuda lipsei de avere din Emma. [44]

### Inversarea rolurilor
Există numeroase paralele între personajele principale și conținutul din „Mândrie și prejudecată” și „Emma”. Ambele romane prezintă un personaj central mândru, cum ar fi Darcy și Emma; un/o viitor/viitoare soț/soție critic(ă), Elizabeth și domnul Knightly; un prieten ușor de controlat, Bingley și Harriet; o ambiție conjugală aproape frustrată, Jane și Martin; o rudă dependentă, Georgiana și domnul Woodhouse; și un potențial obiect de căsătorie care este o alegere greșită pentru personajul central, Anne de Bourgh și Frank Churchill.[45] Aceste perechi sugerează că Emma ar fi putut fi o inversare de gen a romanului anterior. [46] Astfel de inversări îi erau familiare lui Austen prin lucrările unor autori favorizați precum Samuel Richardson, Henry Fielding și William Shakespeare. [46] 
Se crede că Austen a schimbat genul și în unele dintre lucrările sale anterioare. Verișoara sa Eliza Hancock ar fi putut fi inspirația ei pentru personajul Edward Stanley din „Catharine, sau Bower”, una dintre piesele ei din tinerețe, arătându-i „trucul schimbării genului prototipului acesteia”. [47] În „Mândrie și Prejudecată” , Thomas Lefroy, un irlandez fermecător și plin de înțelepciune, ar fi putut fi baza personalității lui Elizabeth, în timp ce Austen s-ar fi putut folosi ca model pentru rezerva și conștiința de sine a lui Darcy când se afla în companie, dar comportamentul deschis și iubitor când se află între prietenii apropiați și familie. [47] Selecția lui Austen a romanului „Mândrie și Prejudecată” ca bază pentru inversarea genului în Emma se poate să fi fost motivată de aceste experiențe și idei anterioare. [48] 
Inversarea genurilor din „Mândriei și prejudecată” în „Emma” i-a permis lui Austen să schimbe paradigmele și să examineze diferitele așteptări pe care societatea le avea de la bărbați și femei; elementele pe care a ales să le includă în „Emma” și modul în care a ales să le revizuiască dau un comentariu puternic, dar în cele din urmă convențional cu privire la statutul femeilor. [46] Preocuparea principală a romanului este genul care adesea se remarcă prin teme precum spațiul de gen, bogăția, romantismul, împuternicirea femeilor, părinții și masculinitatea.

### Concepția legată de gen
Wiltshire a scris despre utilizarea „spațiului de gen” de către Austen în „Emma”, observând că personajele feminine au un număr disproporționat de scene în saloanele din Highbury, în timp ce personajele masculine au deseori scene în aer liber. [49] Wiltshire a menționat că Jane Fairfax nu poate merge pe jos la oficiul poștal prin ploaie pentru a ridica poșta fără a deveni obiectul bârfelor orașului, în timp ce domnul Knightley poate merge până la Londra fără a atrage bârfe. [49] Wiltshire a descris lumea în care trăiesc femeile din Highbury ca un fel de închisoare, scriind că în roman „... închisoarea femeilor este asociată cu privarea, cu energiile și puterile pervertite în aplicarea lor, iar evenimentele, balurile și ieșirile sunt legate de excitarea și satisfacția a dorinței ". [49] 

### Bogăție
Emma, spre deosebire de alte eroine din romanele lui Jane Austen, este o domnișoară bogată cu o avere personală în valoare de 30.000 de lire sterline. Prin urmare, există puține presiuni asupra ei pentru  a-și găsi un partener bogat.

### Narațiunea și „Întrebarea Irlandeză”
Acțiunea romanului are loc în Anglia, dar există mai multe referințe la Irlanda, care au fost legate de dezbaterea națională în curs despre „Întrebarea irlandeză”. [50] În 1801, Actul Unirii a alipit Irlanda Regatului Unit, dar a existat o dezbatere majoră cu privire la statutul exact al Irlandei în Regatul Unit; un alt regat, provincie sau o colonie? [50] Austen satirizează această dezbatere făcând-o pe domnișoara Bates să vorbească despre noua casă a doamnei Dixon din Irlanda, un loc pe care ea nu îl poate decide este un regat, o țară sau o provincie, dar este doar foarte " ciudată "oricare ar fi statutul său. [50] Austen a satirizat, de asemenea, moda pentru „poveștile irlandeze” care devin populare după Actul Unirii, pe măsură ce scriitorii englezi au început să producă povești romantice pitorești, situate în Irlanda, pentru a familiariza poporul englez cu cea mai nouă adăugire a Regatului Unit. [51] Itinerarul de călătorie pe care Miss Bates îl schițează pentru vizita lui Campbell în Irlanda este satira unui roman tipic „poveste irlandeză”, acesta fiind modul lui Austen de a-i satiriza pe cei care aveau o apreciere superficială a culturii irlandeze prin cumpărarea cărților „Poveștile irlandeze” ce prezentau Irlanda într-un mod foarte stereotip.  Austen mai face aluzie la revolta Societății irlandezilor uniți din 1798, făcându-i pe celelalte personaje să se îngrijoreze de ceea ce s-ar putea întâmpla cu Dixonii atunci când vizitează un loc din mediul rural irlandez numit „Baly-craig”, care pare a fi Ballycraig în județul Antrim din ceea ce este acum Irlanda de Nord, care fusese scena unor lupte sângeroase între Societatea Irlandeză Unită și Coroană în 1798, o dovadă de durată a statutului iremediabil al Irlandei, o mare parte a populației irlandeze neacceptând stăpânirea britanică. [52] Savanta americană Colleen Taylor a scris despre tratamentul lui Austen față de „Întrebarea irlandeză”: „Astfel Emma contopește un spațiu irlandez îndepărtat și fictivizat cercului ei foarte limitat și diferit de englezi, transformând o tânără oarecum obișnuită, Jane Fairfax, într-un scandal irlandez , dovedește faptul că obiectul umorului englez nu este - pentru prima dată - irlandezul pus în scenă, ci femeia engleză privilegiată care presupune că știe cum sunt el și cultura sa.”[50] 

### Romantismul
Spre deosebire de alte eroine ale lui Austen, Emma pare imună la atracția romantică, cel puțin până la auto-revelația sa finală cu privire la adevăratele ei afecțiuni. Spre deosebire de Marianne Dashwood, care este atrasă de bărbatul nepotrivit înainte să rămână cu cel potrivit, Emma nu arată în general niciun interes romantic pentru bărbații pe care îi întâlnește și chiar și flirtul ei cu Churchill pare blând. Ea este cu adevărat surprinsă (și oarecum dezgustată) când domnul Elton își declară dragostea față de ea, mult diferit de felul în care Elizabeth Bennet reacționează la domnul domn Collins, de asemenea parod. Fantezia ei pentru Frank Churchill reprezintă mai mult un dor de o mică dramă din viața ei decât un dor de dragoste romantică. De exemplu, la începutul capitolului XIII, Emma nu are „nicio îndoială că se îndrăgostește”, dar devine repede clar,chiar dacă își petrece timpul „formând o mie de scene amuzante pentru progresul și încheierea relației lor”, dar ni se spune că „concluzia fiecărei declarații imaginare din partea lui a fost că ea l-a refuzat”. [53]   
Doar domnul Knightley poate împărtăși de bunăvoie povara tatălui Emma, oferindu-i acesteia îndrumare, dragoste și companie. El a fost îndrăgostit de ea de când avea 13 ani, dar nici el, nici ea nu și-au dat seama că există o legătură naturală între ei. El își declară dragostea pentru ea, dar: "Ce a spus ea? Doar ce ar trebui, desigur. Ceea ce face o doamnă întotdeauna.". [54] 

### Puterea feminină
În romanul „Emma”,  Emma Woodhouse reprezintă reflecția directă a caracterizării feministe a autoarei Jane Austen, atât în ceea ce privește individualitatea, cât și independența. În ceea ce privește independența, tatăl Emmei, Hnery Woodhouse este împotriva căsătoriei. El joacă un rol important în percepția pe care o are Emma, șa nceput, despre căsătorie și o aduce în situația de-a nu fi dorită de nimeni în majoritatea romanului. Unul dintre motivele pentru care Emma este capabilă să ducă o viața independentă este moștenirea primită de la un membru al familiei. Austen o descrie pe Emma ca fiind educată și chair dacă nu este în atenția mărită a unui bărbat, ea este foarte populară și plăcută în orașul natal Highbury.
Criticul literar Laurence Mazzeno face referire la individualismul și împuternicirea feminină din roman, afirmând că scriitoarea tratează onest relațiile dintre bărbați și femei. Aceasta oferă p viziune largă asupra umanității, ceea ce o face pe Austen să fie conservatoare atât în artă, cât și în politică.
În ediția „Bedford” a romanului, editată de Alistair M. Duckworrth, există cinci eseuri care însoțesc textul și abordează perspective critice contemporane. Una dintre ele este despre critica feministă, scrisă de Dovooney Looser. În eseu, el se întreabă dacă Jane Austen era feministă, dar afirmă în același timp că răspunsurile șa întrebări nu depind doar de ănțelegerea textului, ci și de definiția feminismului.
Looser consideră că dacă feminismul ar fi o mișcare care se ocupă de modul în care femeile sunt limitate și defavorizate, atunci romanul lui Jane Austen se încadrează perfect în acest concept. Tot Looser afirmă că lucrarea lui Austen nu aparține acestui concept dacă feminismul ar fi o mișcare de înlăturare a clasei, rasei și prejudecăților sexuale.
Ediția „Bedford” include și perspectivele feministelor franceze, britanice și americane din anii 1970-1980. Perspectivele feministe ale fiecărui grup duc la o extindere a gândirii proprii feministe și facilitează înțelegerea romanelor lui Jane Austen.

### Creșterea și educarea copilului
Domnul Woodhouse a adoptat un stil aparte în creșterea Emmei. De fapt, de cele mai multe ori, Emma avea grijă de tatăl ei, preluând această responsabilitate după moartea mamei sale. Tatăl ei este un om egoist, dar blând în același timp, care nu aprobă ideea căsătoriei. Căsătorindu-se, Emma și-ar pierde oarecum tatăl, dar acest lucru nu o face să se simtă reținută, ci, dimpotrivă, are putere în lumea în care trăiește. Naratorul anunță șa începutul romanul că adevăratele dezavantaje ale emmei au fost felul de a gândi și puterea de-a avea destul în această lume. În timp ce domnul Woodhouse este lipsit de sentimentul patern, domnul Knightley acționează ca un tată și nu îi este frică să corecteze comportamentul Emmei. Cu toate acestea, cititorul nu poate trece cu vederea atitudinea tatălui ei, mai ales că Emma încearcă să formeze relații bune cu adulții.

### Clasa socială
Clasa socială este un aspect important pentru Emma. Structura clasei sociale îi situează pe domnul Woodhouse și Knightley în vârf, sub ei se află Elton, Neston, Frank Churchill și Jane Fairfox, iar pe ultima poziție sunt Harrier, Robert Martin și Bates. Această ierarhizare devine importantă atunci când Emma încearcă să îi apropie pe Elton și Harrier. Harriet nu este considerată potrivită pentru Elton din cauza statutului social, chiar dacă Emma o încurajează să creadă altceva.
Criticul James Brown a susținut că linia citată, în care Emma contemplă ferma Abbey-Mill este un fapt ironic, ferma fiind întruchiparea culturii și a confortului englezesc, deloc apăsătoare. Tot brown a spus că Emma aprecia foarte mult pământul și, astfel, frumusețea fermei se datorează muncii grele a fermierului Robert Martin, bărbat pe care Emma îl respinge în ciuda laudelor domnului Knightley. Brown a susținut că dezinteresul Emmei față de Robert Martin ca persoană și aprecierea pe care o avea pentru munca lui, a fost modul în care Austen i-a criticat pe oamenii din clasele superioare, care nua u apreciat munca fermierilor.

### Alimentația
Mâncare este dată, împărtășită și mâncată de personaje aproape în fiecare capitol al acestui roman. Cercetările făcute despre limbajul alimentar al acestei opere, se găsește în cartea lui Maggie Lane, intitulată „Jane Austen și mâncarea”. În acest roman, mâncarea este folosită pentru a transmite ierarhia clasei sociale și stereotipurile. Pentru Emma Woodhouse, mâncarea este un simbol al interdependenței și voinței umane. Nimeni din Highbury nu moare de foame; toți sunt bine hrăniți și participă la oferirea și primirea de alimente. Cu toate acestea, mâncarea face diferența dintre clasele sociale, deși rareori este discutată această problemă de personaje. Există însă și momente în care se observă această problemă, cum este de exemplu vizita caritabilă a Emmei la o familie săracă, întâlnirea lui Harriet cu copiii țigani și hoții misterioși din Highbury. Aceste aspecte sunt trecute, însă, cu vederea în romanul „Emma”, datorită statutului personajelor.
Oferirea și primirea de alimente nu este întâmplătoare și poate fi privită din mai multe perspective. În ceea ce privește dragostea, „Romanul (...) este plin de daruri: domnul Knightley trimite familiilor Bates mere; domnul Martin o caută pe Harriet să-i dea nuci și îi dă doamnei Goddard o gâscă”. Aceste daruri nu sunt lipsite de motive, iar mâncarea, în concepția Emmei Woodhouse, devine interesantă numai atunci când se referă la iubire. Emma Woodhouse interpretează conversația domnului Elton și a lui Harriet despre mâncare ca mijloc de afecțiune între doi iubiți.

### Masculinitatea
Austen dorește redefinirea bărbăției și a masculinității prin personajele sale, în special prin domnul Knightley, domnul Woodhouse și Frank Churchill. În romanul „Emma”, Austen include idealuri tipice masculinității engleze. Domnul Woodhouse este descris, în principal, ca o figură paternă incompetentă. Clark comentează vârsta domnului Woodhouse și modul în care acesta îi afectează identitatea masculină, dar rămâne oricum respectat în societate. Domnul Knightley reprezintă figura perfectă a bărbatului pentru Jane Austen, având maniere, clasă și bani. Așadar, bărbații din roman sunt mai reprezentativi pentru intersecșionalitățile moderne ale masculinității.

## Aluzii la locuri reale
Se pare că Highbury se află în Surrey, la 26 km de Londra și 13 km de Richmond (Nu trebuie confundat cu adevăratul Highbury care este la 4,5 mile (7,2km) de Charing Cross, care acum face parte din interiorul Londrei, dar pe vremea lui Austen era în Middlesex). Highbury nu avea ca inspirație un sat anume, ci mai multe pe care le cunoaște autoarea (Cobham și Box Hill). 
Leatherhead, Surrey este un alt oraș care ar fi putut fi o sursă de inspirație. Există acolo un drum Randalls în oraș, care este un nume important în romanul în discuție, și de asemenea, există un domn Krightley în Biserica Leatherdead. Sora Emmei, pe nume Isabella și familia ei locuiesc în Brunswich Square, între City of London și West End, unde câmpurile fuseseră transformate la începutul secolului în terase de case georgiene. Richmond, unde se stabilesc vara, mătușa și unchiul lui Frank Churchill, face parte acum din Londra, dar atunci er aun oraș separat de Surrey.
Box Hill, Surrey este un încă un oraș popular pentru picnicuri, iar Bath, unde domnul Elton a mers să-și găsească o mireasă, este un oraș balnear. Moșia Churchill și Enscombe se aflp în Yorkshire, în nord, iar baroul la care făcea referire doamna Elton, era o trăsură scumpă, folosită vara.
Școala la care Austen și sora ei au mers pentru o perioadă scurtă de timp, se află în Reading, Berkshire și era o școală care oferea educație fetelor cu vârste între 3 și 18 ani.
„Fără seminar, fără vreo instituție politică, unde domnișoarele ar fi putut fi înlăturate cu ușurință-ci un internet real și cinstit, d emodă veche cum ar spune unii, unde fetele ar fi primit o educație bună, fără niciun pericol de-a păți ceva”.

## Adaptări
Emma a fost subiectul multor adaptări pentru film, TV, radio și reprezentări pe scenă. Profunzimea adaptărilor bazate pe romanele lui Jane Austen, nu a creat doar o largă comunitate modernă de fani, dar a declanșat, de asemenea, o cercetare științifică amplă atât asupra procesului, cât și asupra modernizării narațiunii și a schimbării dintre medii. Exemple ale acestei lucrări critice pot fi găsite în texte precum Recreating Jane Austen de John Wilshire, Jane Austen in Hollywood publicată de Troost și Greenfield, Jane Austen and Co: Remaking the Past in Contemporary Culture publicată de Pucci și Thomson și Adapting Jane Austen: The Surprising Fidelity of 'Clueless' de William Galperin. 

### Film
•	1995: Clueless, o adaptare americană modernă a romanului, apărută în Beverly Hills cu Alicia Silverstone în rolul lui Cher Horowitz (Emma) 
•	1996: Emma, o comedie americană, cu Gwyneth Paltrow în rolul lui Emma 
•	2010: Aisha, o adaptare indiană modernă a romanului, cu Sonam Kapoor în rolul lui Aisha (Emma) 
•	2020: Emma, regizat de Autumn de Wilde, cu Anya Taylor-Joy în rolul lui Emma Woodhouse și Johny Flynn în rolul domnului Knightley. 

### Apariții la TV
•	1948: Emma, difuzare în direct BBC TV, cu Judy Cambell (care de asemenea a scris scenariul) în rolul lui Emma, iar regizarea și producția de Michael Barry 
•	1954: Emma, difuzare în direct NBC TV, cu Felicia Montealegre în rolul lui Emma 
•	1957: Emma, o altă difuzare în direct NBC TV, în seria Matinee Theater, cu Sarah Churchill în rolul lui Emma 
•	1960: Emma, difuzare în direct BBC TV, o serie în șase părți, cu Diana Fairfax în rolul lui Emma și regizată de Campbell Logan 
•	1960: Emma, difuzare în direct CBS TV în seria Camera Three, cu Nancy Wickwire în rolul lui Emma 
•	1972: Emma, o miniserie BBC în șase părți, cu Doran Godwin în rolul lui Emma 
•	1996: Emma, un film ITV TV, cu Kate Beckinsale în rolul lui Emma 
•	2009: Emma, o miniserie BBC în patru părți, cu Romola Garai în rolul lui Emma 

### Internet
•	2013: Emma Approved, o serie YouTube produsă de Pemberly Digital și dezvoltată de Bernie Su, cu Joanna Sotomur în rolul lui Emma 
•	2017: The Emma Agenda, o serie YouTube produsă de Quip Modest Productions, cu Selis Maria Vargas în rolul lui Emma. În această versiune, în rolul domnului Knightley este o femeie, ceea ce face prima versiune lesbiană a ecranizării Emma.

### Teatru
•	1991: Emma, o interpretare scenică a dramaturgului britanic, Michael Fry, produsă inițial de Cloucester Stage Company în 1991, iar de atunci produs de mai multe companii de teatru din Marea Britanie și SUA 
•	2000: Emma, un muzical scris de Stephen Karam și interpretat pentru prima dată de grupul studențesc de teatru Brownbrokers la Universitatea Brown, sub îndrumarea lui Darius Pierce. În 2004, muzicalul Karam a fost organizat la New York Musical Theatre Festival, sub îndrumarea lui Patricia Birch. 
•	O adaptare teatrală de Michael Napier Brown a fost reprezentată la Royal Theatre în Northampton în anul 2000. 
•	2007: Jane Austen's Emma – A Musical Romantic Comedy, un muzical scris de Paul Gordon, care a avut premiera la Theatre Works în Menlo Park, California. Acest muzical a fost interpretat de atunci la Cincinnati Playhouse, The Reportery Theatre of St. Louise și Old Globe Theatre în San Diego. 
•	2009: Emma, o interpretare scenică de Rachel Atkins pentru Book-It Repertory Theatre în Seattle, regizată de Marcus Goodwin cu Sylvie Davidson în rolul principal. 

### Ficțiune
•	Joan Aiken a scris un roman de companie, Jane Fairfax: The Secret Story of the Second Heroine in Jane Austen's Emma. 
•	Alexander McCall Smith a scris o versiune modernă, intitulată Emma: A Modern Retelling (2014) 
•	Reginald Hill a scris Poor Emma în 1987, incluzând în 2007 o carte broșată, There is no ghost in the Soviet Union, unde banii joacă un rol decisiv. 
•	The importance of being Emma, un roman publicat în 2008 de Juliet Archer, este o versiune modernă a cărții Emma, care prin titlu, prezentare și istorie, caută să dea impresia că romanul fusese scris în comun de Adam Rann și Jane Austen, adică un amestec de roman. 
•	Emma and the Werewolves: Jane Austen and Adam Rann, de Adam Rann, este o parodie a cărții Emma, care după titlu, este  
•	Emma and the Vampires, o restaurare din 2010 a cărții Jane Austen Undead Novels de Wayne Josephson, păstrează subiectul de bază original al cărții, în timp ce adaugă umor contemporan și o perspicacitate aparte pentru strigoi.  
•	The Matchmaker: An Amish Retelling of Jane Austen's Emma (2015), de Sarah Price 
•	Emma Ever After, o repovestire modernă din 2018 a cărții Emma de Brigid Coady. În această versiune, Emma este un manager de relații publice pentru celebrități, iar George „Gee” Knightley este membrul fondator al unei trupe muzicale de băieți. 
•	„The Code for Love and Heartbreak” (2020), de Jillian Cantor 
•	În iunie 2015, o adaptare manga publicată de Manga Classics Inc. a fost adoptată de Crystal S. Chan, ilustrații de Po Tse.

## Ediții critice
- Jane Austen, Emma (Wordsworth Classics, 2000), ed. Nicola Bradbury, ISBN: 978-1853260285
- Jane Austen, Emma (ed James Kingsley); introducere și note de Adela Pinch; anexe de Vivien Jones; seriile: Oxford World Classics (OUP 1998, 2003, reiss 2008); ISBN: 978-0-19-953552-1